# Cylindropuntia
Cylindropuntia (Engelm.) F.M.Knuth è un genere di piante della famiglia delle Cactaceae.

## Tassonomia
Comprende le seguenti specie:
- Cylindropuntia abyssi (Hester) Backeb.
- Cylindropuntia acanthocarpa (Engelm. & J.M.Bigelow) F.M.Knuth
- Cylindropuntia alcahes (F.A.C.Weber) F.M.Knuth3
- Cylindropuntia anteojoensis (Pinkava) E.F.Anderson
- Cylindropuntia × antoniae P.V.Heath
- Cylindropuntia arbuscula (Engelm.) F.M.Knuth
- Cylindropuntia bernardina (Engelm. ex Parish) M.A.Baker, Cloud-H. & Rebman
- Cylindropuntia bigelovii (Engelm.) F.M.Knuth
- Cylindropuntia californica (Torr. & A.Gray) F.M.Knuth
- Cylindropuntia calmalliana (J.M.Coult.) F.M.Knuth
- Cylindropuntia × campii (M.A.Baker & Pinkava) M.A.Baker & Pinkava
- Cylindropuntia × cardenche (Griffiths) F.M.Knuth
- Cylindropuntia caribaea (Britton & Rose) F.M.Knuth
- Cylindropuntia cedrosensis Rebman
- Cylindropuntia cholla (F.A.C.Weber) F.M.Knuth
- Cylindropuntia chuckwallensis M.A.Baker & Cloud-H.
- Cylindropuntia ciribe (Engelm. ex J.M.Coult.) F.M.Knuth
- Cylindropuntia × congesta (Griffiths) F.M.Knuth
- Cylindropuntia davisii (Engelm. & J.M.Bigelow) F.M.Knuth
- Cylindropuntia densiaculeata Backeb.
- Cylindropuntia × deserta (Griffiths) Pinkava
- Cylindropuntia echinocarpa (Engelm. & J.M.Bigelow) F.M.Knuth
- Cylindropuntia fosbergii (C.B.Wolf) Rebman, M.A.Baker & Pinkava
- Cylindropuntia fulgida (Engelm.) F.M.Knuth
- Cylindropuntia ganderi (C.B.Wolf) Rebman & Pinkava
- Cylindropuntia × grantiorum P.V.Heath
- Cylindropuntia hystrix (Griseb.) Areces
- Cylindropuntia imbricata (Haw.) F.M.Knuth3
- Cylindropuntia × kelvinensis (V.E.Grant & K.A.Grant) P.V.Heath
- Cylindropuntia kleiniae (DC.) F.M.Knuth
- Cylindropuntia leptocaulis (DC.) F.M.Knuth
- Cylindropuntia libertadensis Rebman
- Cylindropuntia lindsayi (Rebman) Rebman
- Cylindropuntia molesta (Brandegee) F.M.Knuth
- Cylindropuntia multigeniculata (Clokey) Backeb.
- Cylindropuntia munzii (C.B.Wolf) Backeb.
- Cylindropuntia × neoarbuscula (Griffiths) F.M.Knuth
- Cylindropuntia pallida (Rose) F.M.Knuth
- Cylindropuntia prolifera (Engelm.) F.M.Knuth
- Cylindropuntia ramosissima (Engelm.) F.M.Knuth
- Cylindropuntia rosea (DC.) Backeb.
- Cylindropuntia sanfelipensis (Rebman) Rebman
- Cylindropuntia santamaria (E.M.Baxter) Rebman
- Cylindropuntia tesajo (Engelm.) F.M.Knuth
- Cylindropuntia × tetracantha (Toumey) F.M.Knuth
- Cylindropuntia thurberi (Engelm.) F.M.Knuth
- Cylindropuntia tunicata (Lehm.) F.M.Knuth
- Cylindropuntia × viridiflora (Britton & Rose) F.M.Knuth
- Cylindropuntia × vivipara (Rose) F.M.Knuth
- Cylindropuntia waltoniorum Rebman
- Cylindropuntia whipplei (Engelm. & J.M.Bigelow) F.M.Knuth
- Cylindropuntia wolfii (L.D.Benson) M.A.Baker